# غابرييل لامي
غابرييل لامي (1795-1870) (بالفرنسية: Gabriel Lamé)‏ هو مهندس وعالم رياضيات فرنسي ولد في مدينة تور في فرنسا. كان ذلك في 22 يوليوز من سنة 1795. له مساهمات مهمة في المعادلات التفاضلية الجزئية من خلال استعمال الإحداثيات المنحنية وفي النظرية الرياضية للمرونة.
واصل عملَه العديد من العلماء منهم برنارد ريمان وجون غاستون داربو وهنري بوانكاريه وغريغوريو ريتشي وتوليو ليفي تشيفيتا.

## سيرته
بعد أن أظهر قدرات خارقة للمألوف في الرياضيات خلال دراسته في المدرسة دخل المدرسة المتعددة التقنيات في باريس سنة 1813.
قضى بعدها ثلاث سنوات أخرى في مدرسة المناجم. وبناء على توصية، عُين مع صديقه المقرب وزميله في الدراسة بينوا كلابيرون لكي يعملا لدى الحكومة الروسية.
عُينا في مدرسة الطرق والمواصلات في سانت بطرسبورغ حيث قاما هناك بتدريس الفيزياء والكيمياء والرياضيات والميكانيكا ونجحا كذلك في تصميم العديد من الطرق والجسور والأنفاق في داخل المدينة وحولها.
كذلك قاما بتصميم أول جسر معلق يُنشؤ في أوروبا.
في سنة 1832 رجع كلا من لامي وكلابيرون إلى باريس وبالاتفاق مع شريكين آخرين أسسا شركة خاصة للأعمال الهندسية إلا أن لامي سرعان ما استقال من عمله. ذلك في سبيل أن يشغل كرسي الأستاذية في الفيزياء في جامعة الايكول بوليتكنيك حيث بقي حتي سنة 1844.
بعد ذلك عُين رئيسا للمناجم والذي من خلاله استطاع أن يمارس الاستشارات والتصمايم في هذا المجال. بالرغم من وقته المليء بالأعمال استطاع أن يصمم وينشئ خطين من خطوط السكك الحديد في باريس.
في سنة 1843 انتخب لامي في أكاديمية العلوم في باريس وكان مسؤولا عن تهيئة امتحانات الرياضيات في الجامعة وبعد ذلك أصبح أستاذا في الفيزياء وظل هناك لحين تقاعده.

## أعماله وكتبه
كانت لديه العديد من الكتب والرسائل العلمية. في حقل الرياضيات لديه دراسة تضمنت الاحداثيات المنحنية والهندسة التفاضلية. وكان لديه العديد من الأعمال العلمية في مواضيع تصميم الجسور والمدفعية وعتلات التحويل والأنفاق والأقواس. كتب أيضا في مواضيع المرونة وكان هو الرائد في تطوير نظرية الفشل التي بنيت على أساس اجهادات الشد القصوى.
{\displaystyle \left|\,{x \over a}\,\right|^{n}+\left|\,{y \over b}\,\right|^{n}=1}
حيث n عدد حقيقي موجب.
عرف لامي بحديثه عن الوقت الذي تستغرقه خوارزمية أقليدس، واضعا بذلك الحجر الأساس لما عُرف فيما بعد باسم نظرية التعقيد الحسابي.
مستعملا لمتتالية فيبوناتشي، برهن على أن الخوارزمية التي تمكن من ايجاد القاسم المشترك الأكبر لعددين a و b لا تستغرق من الخطوات أكثر من خمس مرات عدد الأرقام التي تكون العدد b (أصغر العددين). برهن أيضا على الحالة الخاصة من مبرهنة فيرما الأخيرة التي يساوي فيها الأس سبعة. نُشر هذا البرهان في عام 1839.

## تكريمه
في عام 1854، انتخب لامي عضوا في الأكاديمية الملكية السويدية للعلوم. اسمه هو واحد من الأسماء الاثنين والسبعين التي نقشت على برج إيفل.

## وفاته
في سنة 1862 فقد لامي القدرة على السمع واضطر أن يتقاعد من عمله في الجامعة ومن كافة التزاماته الاجتماعية الأخرى. استمرت صحته بالتدهور إلى أن مات في الأول من أيار سنة 1870 في باريس، بعد ستة سنوات من وفاة صديقه المقرب كلابيرون.